# Moszczenica (Powiat Piotrkowski)
Moszczenica ist ein Dorf und Sitz der gleichnamigen Gemeinde im Powiat Piotrkowski der Woiwodschaft Łódź, Polen.

## Gemeinde
Zur Landgemeinde Moszczenica gehören 23 Ortsteile mit einem Schulzenamt:
Baby
Białkowice
Dąbrówka
Gajkowice
Gazomia Stara
Gazomia Nowa
Gościmowice Pierwsze
Gościmowice Drugie
Jarosty
Karlin
Kiełczówka
Kosów
Michałów
Moszczenica
Moszczenica-Osiedle
Wola Moszczenicka
Podolin
Pomyków
Powęziny
Raciborowice
Raków
Rękoraj
Sierosław
Srock
Weitere Ortschaften der Gemeinde sind Cegielnia Moszczenicka, Imielnia, Lewkówka, Pieńki Karlińskie und Raków Duży.

## Verkehr
Der Bahnhof Baby und die Haltepunkte Jarosty und Moszczenica an der Bahnstrecke Warszawa–Katowice liegen im Gemeindegebiet.